# Gartz
Gartz est une ville allemande du Brandebourg appartenant à l'arrondissement d'Uckermark. 

## Géographie
Gartz est entourée du parc national de la vallée de la Basse-Oder à trente kilomètres au sud de Szczecin (l'ancienne Stettin). L'Oder coule à six kilomètres au sud et se divise en deux bras, la Westoder (Oder occidentale) et l' Ostoder (Oder orientale). La première marque la frontière avec la Pologne.

### Municipalité
Outre la ville de Gartz, la municipalité englobe les villages de Friedrichsthal, Geesow et Hohenreinkendorf.

## Histoire

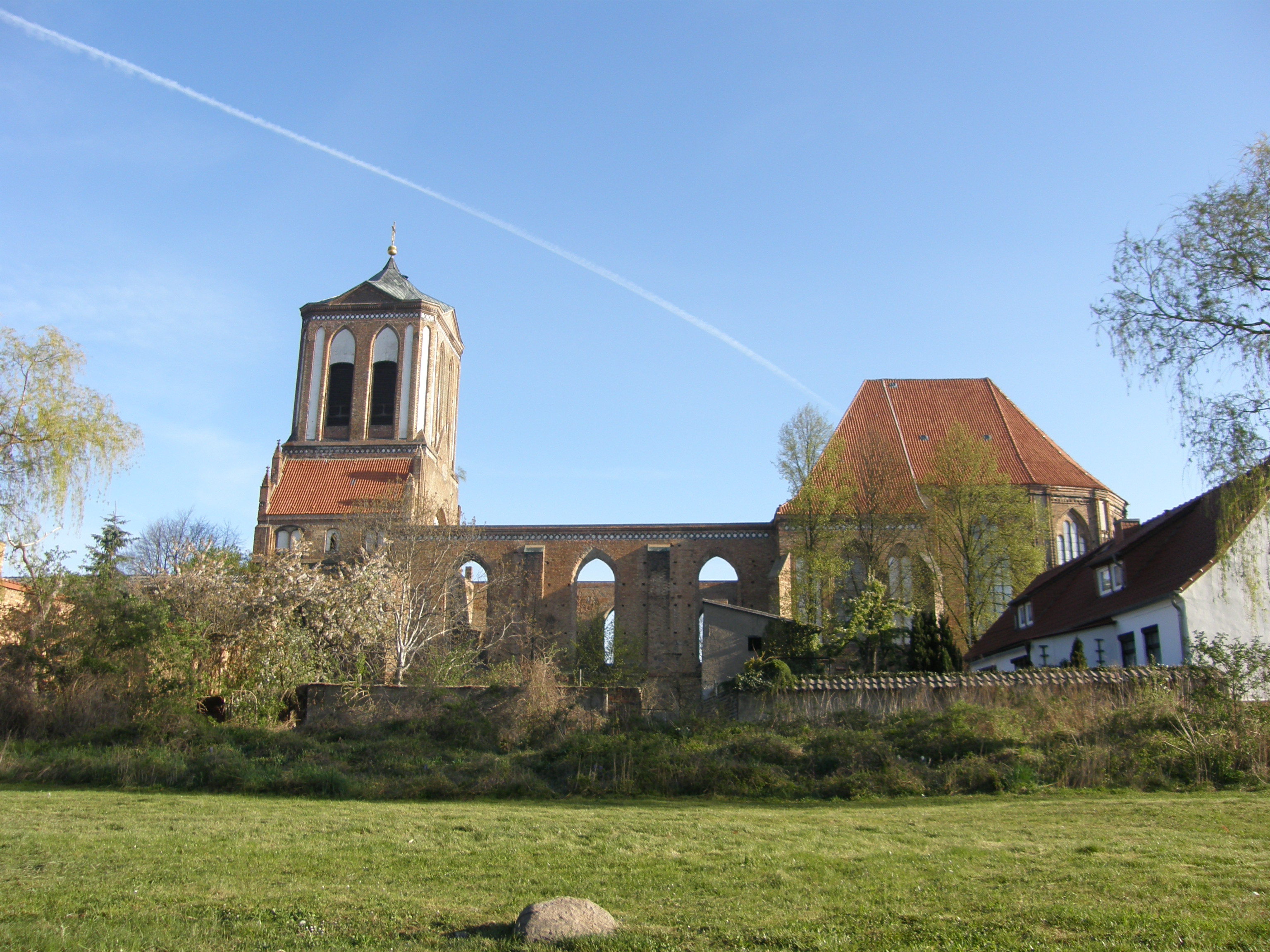
L'église paroissiale.

Gartz appartient d'abord au duché de Poméranie. Elle est mentionnée pour la première fois en 1124 et obtient ses privilèges de ville en 1249 des mains du duc Barnim Ier. La ville entre dans la ligue hanséatique en 1325. L'église paroissiale en style gothique de brique fut construite dans la seconde moitié du XIVe siècle. 
La situation stratégique de la ville vers l'Oder en fait une zone tampon souvent disputée au cours des siècles. Elle est assiégée et saccagée pendant la guerre de Trente Ans en 1630, de même pendant la guerre suédo-polonaise de 1659 et la grande guerre du Nord en 1713. 
Lorsque la maison de Poméranie s'éteint en 1637, Gartz entre dans la Poméranie suédoise, dont la partie sud se détache en 1720 pour la Prusse, selon les termes de la paix de Stockholm. Elle devient donc prussienne et fait partie, jusqu'en 1945 de la province de Poméranie. De 1818 à 1939, la ville fait partie de l'arrondissement de Randow (de) et, après sa dissolution en 1939, de l'arrondissement de Greifenhagen jusqu'en 1945.
Elle est en partie détruite à la fin de la Seconde Guerre mondiale et sa reconstruction se poursuit encore de nos jours. Elle devient ville frontière avec la nouvelle démarcation de l'Oder voulue par Staline. Sous le régime de la république démocratique allemande, elle fait partie du district d'Angermünde en 1950 (auparavant elle était dans le Mecklembourg-Poméranie-Occidentale), puis du district de Francfort-sur-l'Oder en 1952. Après la réunification allemande, elle entre dans le land du Brandebourg et fait partie de l'arrondissement d'Uckermark.

## Culture et tourisme
- Église Saint-Étienne (St.-Stephan-Kirche), église de briques gothique des XIIIe et XIVe siècles
- Chapelle du Saint-Esprit (Heilig-Geist-Kapelle), ancienne chapelle de l'hôpital du Saint-Esprit (XIIIe siècle), aujourd'hui salle de concerts et d'expositions
- Porte de Stettin (XIIIe siècle) qui abrite un musée de l'histoire de la ville
- Reste des remparts avec la porte de Stettin (cf plus haut), la Storcheturm, la Pulverturm, et le Blauer Hut.
- Cimetière soviétique
- Geesow : église et moulin.

## Jumelages
- Wentorf bei Hamburg (Allemagne)
- Gryfino (Pologne)

## Personnalités
- Michael Gabriel Fredersdorf (1708–1758), chambellan secret et confident de Frédéric II de Prusse né à Gartz ;
- Johann Christian Ludwig Hellwig (1743–1831), entomologiste né à Gartz ;
- Karl von Blumenthal (1811-1903), général né à Gartz ;
- Fritz Grobba (1886–1973), diplomate né à Gartz ;
- Marion Michael (1940–2007), actrice, morte à Gartz.